# Rhagoduna puccionii
Rhagoduna puccionii är en spindeldjursart som beskrevs av Roewer 1933. Rhagoduna puccionii ingår i släktet Rhagoduna och familjen Rhagodidae. Inga underarter finns listade i Catalogue of Life.